# ريتشارد كونينغهام ماكورميك
ريتشارد كونينغهام ماكورميك (بالإنجليزية: Richard Cunningham McCormick)‏ هو صحفي وسياسي أمريكي، ولد في 23 مايو 1832 في نيويورك في الولايات المتحدة، وتوفي بنفس المكان في 2 يونيو 1901. حزبياً، نشط في Union Party (United States, 1850) ‏ والحزب الجمهوري. وقد انتخب حاكم إقليم أريزونا (9 يوليو 1866 – 4 مارس 1869) وانتخب عضو مجلس النواب الأمريكي.